# Boulton & Watt
Boulton & Watt foi a empresa de Matthew Boulton e James Watt. Quando a empresa foi criada, Watt tinha 38 e Boulton 46 anos de idade. Nos 35 anos da coexistência dos fundadores não houve conflitos de monta. Não empregava crianças. Os trabalhadores recebiam 80% do salário em caso de doença.